# 프리마 카테고리아 1909-10
프리마 카테고리아 1909-10는 13번째로 열리는 이탈리아 축구 리그의 최상위 대회이며, 본 시즌은 1909년 11월 7일에 시작하여 1910년 5월 29일에 종료했다. 우승구단은 인테르나치오날레이며, 우승 결정전에서 프로 베르첼리를 상대로 승리를 거두며, 창단 첫 번째 우승을 거두었다. 본 시즌은 이탈리아에서 처음으로 단일 조로 열린 리그이다.

## 시즌
본 토너먼트 대회는 이탈리아 축구 연맹(FIGC)에서 주최한 열세 번째 이탈리아 축구 리그다.

### 소식
아우소니아 구단이 처음으로 리그에 참가했다.

#### 대 변혁
1909년 8월 밀라노에서 연맹 연간 회의가 열렸고, 리그에 역사적인 변혁을 이끌어 내었다. 잉글랜드 풋볼 리그 1부 리그를 사례로 삼아 지역별 예선을 철폐하고 단일 조로 리그를 구성하기로 했다. 각 구단은 다른 구단들을 홈, 원정 경기로 총 두 번의 경기를 치르고, 리그 방식이 간단해졌다. 이로 인해 경쟁은 매우 심해졌으며 가을에 리그가 시작하게 됐다. '공업 삼각지대'라고 부르는 토리노, 밀라노, 제노바에서 총 10개의 구단이 본 시즌에 참가했으며, 이 중 9개 구단은 지난 시즌 두 리그에 참여한바 있고, 밀라노의 아우소니아가 몇몇 친선경기에서 좋은 활약을 보이며 이번 시즌에 첫 모습을 보이게 됐다. 하지만 승격되기로 한 피에몬테가 승격자격이 박탈되며 본 시즌에 오점을 남겼다.
1909년 연맹 회의에서 페데랄레와 이탈리아노 리그의 통합과 함께 단일 조 형식의 리그를 출범하기로 결정이 내려졌고, 지난 시즌부터 실질적인 "이탈리아 챔피언" 격이 된 페데랄레 챔피언과 이보다 못하게 격하된 이탈리아노 챔피언이라는 두 타이틀의 수여는 계속하기로 했다. 1903년 8월 8일 밀라노에서 제정된 FIGC 리그 규정 2항은 아래와 같다.
«리그는 1, 2부 리그로 구성된다. 1부 리그는 페데랄레 챔피언과 이탈리아노 챔피언 타이틀이 걸려있고, 페데랄레 챔피언은 이탈리아에 거주 중인 외국인 선수들에게 열려있으며, 이탈리아 챔피언은 오직 이탈리아 국적의 선수들만이 받을 수 있다.»

지난 두 시즌 동안 리그를 모든 국적자에게 열려있는 캄피오나토 페데랄레와 이탈리아 선수들만을 위한 ‘캄피오나토 이탈리아노’라는 두 개의 리그로 분할했었다. 이번 시즌부터 단일 리그로 진행되나 두 개의 타이틀이 수여되기 때문에 법률상으로 상기의 분할안은 철폐되지 않았다. 1909년 10월 24일에 작성된 코리에레 델라 세라 지의 기사는 아래와 같이 본 규정을 명확히 해설했다.
«올 시즌 새로운 규정은 캄피오나토 페데랄레와 캄피오나토 이탈리아노를 단일 리그로 결합하는 것이다. 각 구단은 페데랄레 챔피언 타이틀 전에 지원할 때 이탈리아노 타이틀 경쟁에도 참여할 의사를 표명할 수 있다. 그리하여 만약 이탈리아노 타이틀 경쟁에 참여하기로한 구단이 이번 리그를 선두로 마친다면 1910 페데랄레, 이탈리아노 챔피언이라는 두 개의 타이틀을 동시에 받게되며, 만약 위 구단이 리그 순위를 6위로 마쳐서 페데랄레 리그에서는 6위로 됐어도, 이탈리아노 리그에서는 1등을 차지할 수도 있게된다.»

이 점에 있어서 FIGC의 공식 주간지인 풋-볼에서는 프로 베르첼리, US 밀라노(USM), 도리아, 아우소니아 같이 이탈리아 인들로만 구성된 구단 옆에는 별표(*)를 붙여서, 이탈리아노 타이틀 경쟁에 참가한 위 4개의 구단 순위를 알아볼 수 있게 했다. 1908, 09시즌과 다르게 페데랄레 챔피언을 "이탈리아 챔피언"으로 인정하기로 했고, 이탈리아노 챔피언은 차등급으로 인정됐고 몇 년 후 비공인 처리된다.

### 구성
본 리그는 단일 조로 구성된다.

### 대회
최초의 단일 조로 진행된 리그는 인테르나치오날레와 전시즌 챔피언인 프로 베르첼리가 같은 승점을 기록하며 이탈리아 축구 역사에 있어서 가장 논란적인 결과를 남긴 리그였다. 인테르는 첫 세 경기에서 승리를 챙기지 못하면서 시작이 좋지 못했으나 그 이후 기록적인 11연승을 거두었으나 1910년 4월 3일 제노아에게 예상지 못한 패배를 당하며 (이탈리아노 챔피언을 이미 확정한) 프로 베르첼리를 역전하는데 실패했다. 4월 10일 인테르는 토리노는 7-2로 대승을 거두며 프로 베르첼리와 공동 1위가 되어, 페데랄레 챔피언을 두고 우승 결정전을 가지게 됐다. 순위 결정전 장소는 골득실로 결정한다는 연맹 규정 8항에 따라 베르첼리에서 결정전을 치르기로 했다.
하지만 문제는 연맹이 결정전 날짜를 정하는 데에서 터져나왔다. 프랑스를 상대로 이탈리아 축구 국가대표팀의 5월 15일 첫 국제 무대 데뷔전 준비로 5월 5, 8일에 연슴 경기가 예정되어 있어서, 리그가 종료되지 않았음에도 불구하고 최종 우승 결정전이 치러져야하는 상황이 발생했고, 이로써 오직 4월 17, 24일 5월 1일의 세 일요일이 가능한 날이 됐다.
우승 결정전 가능성이 확정된 4월 10일에 베르첼리 회장인 루이지 보시시오는 FIGC에 구단 사정상 첫 두 일요일은 불가능함을 알리며, 5월 1일에 결정전을 가지기 원한다는 의견을 전했다. 몇 베르첼리 선수들은 17일에 밀라노 신문사인 일 세콜로에서 주최한 학생 대회에 참가하기로 되어있었고, 24일에는 군인 구단과의 경기가 잡혀있어 프로 베르첼리 구단은 프레시아, 펠리체 밀라노와 인노첸티 선수들이 참가하게 돼있었다. 베르첼리는 27일에 카레사나에서 열리는 카레사나 성인 축제에서 아우소니아와 친선경기를 가질지 논의 또한 있었다.
프로 베르첼리는 연맹 회장인 루이지 보시시오가 본 구단의 일정 제안에 대한 확답을 구두로 했다고 했으나, 우승 결정전 일정 최종 결정은 회장의 몫이 아니라 연맹 위원회에 달려있었다. 하지만 4월 11일 인테르나치오날레는 경기 연기에 대해 반대를 표출했다. 인테르는 5월 1일부터 토스카나와 에밀리아 지방으로 축구 투어를 돌기로 돼있었다. 촐레르와 포사티 선수가 참가하기 어렵게 될 것이라 밝혔다.
이러한 교착상태를 바꾸는 터닝포인트가 4월 17일에 발생하는데, 프로 베르첼리 선수들이 상기된 학생 대회에 참가하지 않은 것이다. 프로 베르첼리 구단은 베르첼리시 기술청장이 부모의 특별 허가서가 없었기 때문에 선수들의 참가를 불허했다고 해명했으나, 연맹 위원회는 프로 베르첼리 구단이 경기 연기 제안이 구단 선수들에게 긴 휴식과 부상 선수들에게는 회복 기간을 주려는게 아닌가는 의심을 했고, 4월 19일에 결정전을 24일로, 그리고 행여나 결정전이 무승부로 끝났을 것을 대비하여 5월 1일을 재경기 날로 결정했다. FIGC의 공식 주간지인 "풋-볼"이 위 결정이 내려진 며칠 뒤에 베르첼리의 두 선수가 건강 상의 문제로 경기에 뛸 수 없을 것임을 속보로 보도했다.
«막바지에 본지는 중대한 사항을 포착했다! 프로 베르첼리의 여러 운영진이 목요일(4월 20일) 아침에 밀라노에 왔었고, 지인들에게 람피니와 코마 선수 둘 다 불행하게도 부상이고 결정전에 뛸 수 없을거라 밝혔다고 한다. 1군의 몇몇 선수들은 군인 대회에 참가할 것이고, 이에 따라 프로 베르첼리 구단이 이미 경기 연기에 대한 조치가 이미 진행됐다고 했다. 그러나 본지의 문의에 FC 인테르나치오날레의 회장은 본 구단에서는 별 다른 조치는 없었고, 프로 베르첼리는 완전체는 아닐것이라 말했다. 이는 결승전을 기대하고 있는 팬들에게는 안타까운 소식이 될 것이다.»

베르첼리 구단의 보치노 회장은 인테르나치오날레 구단에게 5월 1일에 밀라노에서 우승 결정전을 가지자는 헛된 제안을 한 후, 그의 주장을 굽히지 않았고 4월 27일 경기에 저항의 의미로 11세에서 15세에 걸친 유소년 선수들을 내보낼 것이라 밝혔다. 그러나 인테르는 연맹의 결정을 존중했고 상대 어린 선수들의 적의와 조소에도 불구하고 1군을 내보내며 손쉬운 승리를 따내며 구단 역사상 첫 국내 타이틀을 거머쥐었고, 프로 베르첼리의 팬들과 1군 선수들은 경기장 스탠드에 모습을 드러냈다. 이에 FIGC의 '풋-볼' 잡지는 이같은 처사에 분노한 기사를 작성했다.
«오늘 우리는 슬프고 무분별한 사건을 목도했다.[...] 신성했어야 할 1910 리그 결정전은 오늘 광기로 가득찼고 인형극으로 전락됐음을 우리는 분노 속에서 비평하는 바다.[...]
프로 베르첼리는 프리마 카테고리아 결승전에 4군을 내보냈고, 이는 유소년들을 구단 대표로 내보낸 행위다. [...] 11세에서 14세 사이의 귀엽고 작은 어린이로 구성된 프로 베르첼리 4군이 경기장에 모습을 드러냈다. 그리고 관중들은 환호와 동시에 큰 소리로 비웃었고, 열광적인 관중들을 볼 수 있었다. USM소속의 메아차 주심이 카드를 확인했다. 프로 베르첼리의 주장은 11세 소년이었고 그보다 매우 큰 인테르의 포사티 주장에게 다가갔고... 초코렛을 주었고, 포사티는 흑판에서 백묵을 가져다 주었다. [...]
이런 코미디는 묘한 악의와 함께 시작했다. 베르첼리는 복수의 방법 중 최악의 것을 선택했다. 경기에 최연소의 선수들을 내던졌다. 그리고 그들에게 이와 같이 말했다. 그들을 놀려라. 너희가 생각하기에 최고의 방법으로 그들을 조롱해라, 너희는 작고 어리다. 그들은 너희를 만지지도 못할 것이다. 그리고 만약 그들이 너희를 상대로 소심하게 나선다면, 그들에게 화가 미칠것이다! 우리는 너희를 칭찬할 것이다. 이번엔 그들에게 모욕을 주자. [...]
경기 중, 베르첼리의 횡폭한 어린이들은 공에 손을 대거나, 상대 선수를 밀고, 큰 축구 선수들이 하는 것처럼 맞은 척하는 등 우스꽝스러운 행동들이 곳곳에서 나왔다. 인테르는 별다른 노력없이 첫 득점을 기록한 후, 오직 경기를 마치길 위해 플레이했다. 상대편이 자신들을 뭉게뜨리려 하지 않는 행동에 베르첼리 선수들은 자책골을 넣었고, 수비수들은 골네트에 몸을 던졌다. 오 스포츠는 어디로 갔단 말인가? [...]

마침내 이런 거대한 쇼는 끝났고, 인테르나치오날레 선수들이 라커룸으로 향하던 중, 몇몇의 선수들은 정신나간 관중들에게 발로 차이는 일도 발생했다. [...] 우리를 감동케 만든 것은, FC 인테르나치오날레의 네 명의 스위싀 선수와 일곱 명의 이탈리아 선수들의 칭찬할 만한 태도였다. 그들은 냉소와 도발에 평정과 진지함을 보여줬고 경기장 위에서 터져나오는 유치한 행동들에 왜 그들이 더 나은지를 증명했다. 그들은 실로 스포츠맨이었다. [...] 인테르 선수들에게서 그 어떠한 폭력적 행동은 없었다.»— (FIGC 공식 잡지 '풋-볼' 경기 보고. 26~30쪽)

인테르 구단은 프로 베르첼리와 그 팬들의 행동을 따갑게 비난하는 강한 성명서를 발표하였다. 프로 베르첼리를 스포츠맨십이 없다고 비난했고, 다음 시즌 성인부부터 유소년부까지 모든 프로 베르첼리와의 경기에 출전하지 않겠다고 위협을 놓았다. 밀란 회원의 제보로 같은날 프로 베르첼리 구단은 연맹에 스위스 시민권이나 인테르는 이탈리아인으로 등록된 에르만노 아에비 선수가 불법적인 위치에 있다고 항의했다. 만약 이 항의가 받아들여진다면, 인테르는 4월 10일에 열린 인테르 - 토리노 전에서 패배하게 되고 자연스레 우승은 프로 베르첼리에게 돌아갈 상황이었다. 하지만 연맹은 위 항의를 기각했고, 아에비는 비록 스위스 시민권자 이지만 이탈리아에서 태어나고 중간에 학업으로 해외에 있던 것을 빼면 줄 곧 이탈리아에 있었다며 규정에 위반하지 않다고 밝혔다.
5월 1일 연맹은 프로 베르첼리에 1910년 내내 모든 선수들의 자격을 박탈 및 국가 대표팀에서 제외하고, 구단에은 200 리라의 벌칙금을 부과하겠다고 밝혔다. 하지만, 이 후 징계는 완화됐고 이어서 다음 시즌에는 아무 영향이 없게 됐다.

## 참가 구단
| 구단             | 도시     | 홈 경기장                      | 지난 시즌 |
| ---------------- | -------- | ------------------------------ | --- |
| 안드레아 도리아  | 제노바   | 캄포 스포르티보 델라 카옌나    | - 캄피오나토 페데랄레 디 프리마 카테고리아 리구리아 예선 - 캄피오나토 이탈리아노 디 프리마 카테고리아 리구리아-피에몬테 준결승전(비공인) |
| 아우소니아       | 밀라노   | 캄포 트로테르                  | 첫 참가 |
| 제노아           | 제노바   | 캄포 스포르티보 디 산 고타르도 | 캄피오나토 페데랄레 디 프리마 카테고리아 리구리아-피에몬테 준결승전                                                                      |
| 인테르나치오날레 | 밀라노   | 캄포 디 리파 티치네세          | 캄피오나토 페데랄레 디 프리마 카테고리아 롬바르디아 예선 3위                                                                             |
| 유벤투스         | 토리노   | 스타디오 디 코르소 세바스토폴  | - 캄피오나토 페데랄레 디 프리마 카테고리아 피에몬테 1차 예선 - 캄피오나토 이탈리아노 디 프리마 카테고리아 우승(비공인)                   |
| 밀란             | 밀라노   | 캄포 밀란 디 포르타 몬포르테   | 캄피오나토 페데랄레 디 프리마 카테고리아 롬바르디아 예선 2위                                                                             |
| 프로 베르첼리    | 베르첼리 | 캄포 델라 피에라               | 캄피오나토 페데랄레 디 프리마 카테고리아 우승                                                                                            |
| 토리노           | 토리노   | 캄포 디 피아차 다르미          | 캄피오나토 페데랄레 디 프리마 카테고리아 피에몬테 2차 예선                                                                               |
| US 밀라네세      | 밀라노   | 캄포 카시나 모예타             | 캄피오나토 이탈리아노 디 프리마 카테고리아 결승전(비공인)                                                                                |

## 최종 순위

### 캄피오나토 페데랄레
| 순위 | 팀                   | 경기 | 승 | 무 | 패 | 득 | 실 | 차  | 승점 |
| ---- | -------------------- | ---- | -- | -- | -- | -- | -- | --- | ---- |
| 1    | 인테르나치오날레 (C) | 16   | 12 | 1  | 3  | 55 | 26 | +29 | 25   |
| 2    | 프로 베르첼리        | 16   | 12 | 1  | 3  | 46 | 15 | +31 | 25   |
| 3    | 유벤투스             | 16   | 8  | 2  | 6  | 29 | 20 | +9  | 18   |
| 4    | 토리노               | 16   | 8  | 1  | 7  | 45 | 30 | +15 | 17   |
| 4    | 제노아               | 16   | 7  | 3  | 6  | 31 | 23 | +8  | 17   |
| 6    | 밀란                 | 16   | 6  | 1  | 9  | 24 | 36 | -12 | 13   |
| 6    | US 밀라네세          | 16   | 6  | 1  | 9  | 35 | 53 | -18 | 13   |
| 8    | 안드레아 도리아      | 16   | 5  | 1  | 10 | 18 | 40 | -22 | 11   |
| 9    | 아우소니아           | 16   | 0  | 5  | 11 | 16 | 54 | -38 | 5    |

| - 범례 : 캄피오네 페데랄레 (이탈리아 챔피언) | - 참고 : 승리 시 3점, 무승부 1점, 패배 시 0점 동일 승점은 동일 순위 |

### 캄피오나토 이탈리아노 (비공인)
| 순위 | 팀                | 경기 | 승 | 무 | 패 | 득 | 실 | 차  | 승점 |
| ---- | ----------------- | ---- | -- | -- | -- | -- | -- | --- | ---- |
| 1    | 프로 베르첼리 (C) | 6    | 5  | 0  | 1  | 19 | 6  | +13 | 10   |
| 2    | 안드레아 도리아   | 6    | 3  | 1  | 2  | 9  | 8  | +1  | 7    |
| 3    | US 밀라네세       | 6    | 3  | 0  | 3  | 20 | 17 | +3  | 6    |
| 4    | 아우소니아        | 6    | 0  | 1  | 5  | 2  | 19 | -17 | 1    |

| - 범례 : 캄피오네 이탈리아노 (비공인) | - 참고 : 승리 시 3점, 무승부 1점, 패배 시 0점 동일 승점은 동일 순위 |

### 우승 주역
| 포메이션 (2-3-5)                                                                        | 선수 (포지션)       |
| --------------------------------------------------------------------------------------- | ------------------- |
| 캄펠리 프론테 촐레르 I 옌니 포사티 I 스테블레르 카프라 II 파예르 I 페터리 I 아에비 슐러 | 피에로 캄펠리       |
| 캄펠리 프론테 촐레르 I 옌니 포사티 I 스테블레르 카프라 II 파예르 I 페터리 I 아에비 슐러 | 로베르토 프론테     |
| 캄펠리 프론테 촐레르 I 옌니 포사티 I 스테블레르 카프라 II 파예르 I 페터리 I 아에비 슐러 | 알프레도 촐레르 I   |
| 캄펠리 프론테 촐레르 I 옌니 포사티 I 스테블레르 카프라 II 파예르 I 페터리 I 아에비 슐러 | 한스 옌니           |
| 캄펠리 프론테 촐레르 I 옌니 포사티 I 스테블레르 카프라 II 파예르 I 페터리 I 아에비 슐러 | 비르질리오 포사티 I |
| 캄펠리 프론테 촐레르 I 옌니 포사티 I 스테블레르 카프라 II 파예르 I 페터리 I 아에비 슐러 | 스테블레르          |
| 캄펠리 프론테 촐레르 I 옌니 포사티 I 스테블레르 카프라 II 파예르 I 페터리 I 아에비 슐러 | 조반니 카프라 II    |
| 캄펠리 프론테 촐레르 I 옌니 포사티 I 스테블레르 카프라 II 파예르 I 페터리 I 아에비 슐러 | 카를로 파예르 I     |
| 캄펠리 프론테 촐레르 I 옌니 포사티 I 스테블레르 카프라 II 파예르 I 페터리 I 아에비 슐러 | 에르네스트 페터리 I |
| 캄펠리 프론테 촐레르 I 옌니 포사티 I 스테블레르 카프라 II 파예르 I 페터리 I 아에비 슐러 | 에르만노 아에비     |
| 캄펠리 프론테 촐레르 I 옌니 포사티 I 스테블레르 카프라 II 파예르 I 페터리 I 아에비 슐러 | 버나드 슐러         |

## 경기 결과

### 일정
캄피오네 이탈리아노에도 유효한 경기는 별표가 붙임.
| (1번째)  | (1번째) | 1 라운드                       |
|          |         |                                |
| 11월 7일 | 0-1     | US 밀라네세-제노아             |
| 11월 7일 | 3-1     | 토리노-유벤투스                |
| 11월 7일 | 1-0     | 프로 베르첼리-안드레아 도리아* |
| 11월 7일 | 2-2     | 인테르-아우소니아              |

| (2번째)   | (2번째) | 2 라운드             |
|           |         |                      |
| 11월 14일 | 2-0     | 유벤투스-인테르      |
| 11월 14일 | 2-1     | 밀란-아우소니아      |
| 11월 14일 | 3-2     | US 밀라네세-토리노   |
| 11월 14일 | 5-2     | 프로 베르첼리-제노아 |

| (3번째)   | (3번째) | 3 라운드             |
|           |         |                      |
| 11월 21일 | 1-4     | 인테르-프로 베르첼리 |
| 11월 21일 | 6-2     | 제노아-아우소니아    |
| 11월 21일 | 2-1     | US 밀라네세-밀란     |
| 11월 21일 | 3-0     | 유벤투스-토리노      |

| (4번째)   | (4번째) | 4 라운드                  |
|           |         |                           |
| 11월 28일 | 3-1     | 제노아-안드레아 도리아    |
| 11월 28일 | 1-0     | 인테르-유벤투스           |
| 11월 28일 | 6-2     | 토리노-밀란               |
| 11월 28일 | 0-4     | 아우소니아-프로 베르첼리* |

| (5번째)  | (5번째) | 5 라운드                   |
|          |         |                            |
| 12월 5일 | 2-2     | 아우소니아-유벤투스        |
| 12월 5일 | 3-4     | 토리노-인테르              |
| 12월 5일 | 3-6     | US 밀라네세-프로 베르첼리* |
| 4월 17일 | 1-7     | 안드레아 도리아-밀란       |

| (6번째)   | (6번째) | 6 라운드               |
|           |         |                        |
| 12월 12일 | 3-1     | 안드레아 도리아-토리노 |
| 12월 12일 | 2-0     | 인테르-제노아          |
| 12월 12일 | 6-0     | 유벤투스-아우소니아    |
| 12월 12일 | 1-0     | 밀란-US 밀라네세       |

| (7번째)   | (7번째) | 7 라운드               |
|           |         |                        |
| 12월 19일 | 0-1     | 제노아-밀란            |
| 12월 19일 | 0-2     | US 밀라네세-유벤투스   |
| 12월 19일 | 1-2     | 프로 베르첼리-인테르   |
| 12월 19일 | 5-0     | 토리노-안드레아 도리아 |

| (8번째)  | (8번째) | 8 라운드                     |
|          |         |                              |
| 1월 2일  | 2-6     | 아우소니아-인테르            |
| 1월 2일  | 0-3     | 밀란-프로 베르첼리           |
| 1월 2일  | 4-2     | 안드레아 도리아-US 밀라네세* |
| 4월 24일 | 0-2     | 토리노-제노아                |

| (9번째)  | (9번째) | 9 라운드             |
|          |         |                      |
| 1월 9일  | 13-1    | 토리노-US 밀라네세   |
| 1월 9일  | 1-2     | 제노아-프로 베르첼리 |
| 4월 24일 | 2-0     | 밀란-안드레아 도리아 |

| (10번째) | (10번째) | 10 라운드                      |
|          |          |                                |
| 1월 16일 | 3-3      | 아우소니아-제노아              |
| 1월 16일 | 5-3      | 유벤투스-밀란                  |
| 1월 16일 | 2-5      | US 밀라네세-인테르             |
| 1월 16일 | 2-0      | 안드레아 도리아-프로 베르첼리* |

| (11번째) | (11번째) | 11 라운드                   |
|          |          |                             |
| 1월 23일 | 0-1      | 밀란-유벤투스               |
| 1월 23일 | 5-1      | 프로 베르첼리-US 밀라네세*  |
| 1월 23일 | 3-0      | 안드레아 도리아-아우소니아* |

| (12번째) | (12번째) | 12 라운드              |
|          |          |                        |
| 1월 30일 | 3-0      | 안드레아 도리아-제노아 |
| 1월 30일 | 2-2      | 아우소니아-밀란        |
| 1월 30일 | 7-2      | 인테르-US 밀라네세     |
| 1월 30일 | 0-0      | 유벤투스-프로 베르첼리 |

| (13번째) | (13번째) | 13 라운드                   |
|          |          |                             |
| 2월 6일  | 0-0      | 아우소니아-안드레아 도리아* |
| 2월 6일  | 0-5      | 밀란-인테르                 |
| 2월 6일  | 2-4      | 토리노-프로 베르첼리        |
| 3월 29일 | 2-0      | 제노아-유벤투스             |

| (14번째) | (14번째) | 14 라운드                |
|          |          |                          |
| 2월 13일 | 4-0      | 유벤투스-안드레아 도리아 |
| 2월 13일 | 1-0      | 밀란-제노아              |
| 2월 13일 | 0-1      | 프로 베르첼리-토리노     |
| 2월 13일 | 5-1      | US 밀라네세-아우소니아*  |

| (15번째) | (15번째) | 15 라운드              |
|          |          |                        |
| 2월 20일 | 5-0      | 인테르-안드레아 도리아 |
| 2월 20일 | 4-0      | 프로 베르첼리-밀란     |
| 2월 20일 | 2-0      | 토리노-아우소니아      |
| 3월 1일  | 3-3      | 제노아-US 밀라네세     |

| (16번째) | (16번째) | 16 라운드               |
|          |          |                         |
| 2월 27일 | 1-4      | 아우소니아-US 밀라네세* |
| 2월 27일 | 0-0      | 제노아-토리노           |
| 2월 27일 | 5-1      | 인테르-밀란             |
| 2월 27일 | 4-0      | 프로 베르첼리-유벤투스  |

| (17번째) | (17번째) | 17 라운드                 |
|          |          |                           |
| 3월 6일  | 1-3      | 안드레아 도리아-인테르    |
| 3월 6일  | 0-2      | 유벤투스-제노아           |
| 3월 6일  | 0-1      | 밀란-토리노               |
| 3월 6일  | 3-0      | 프로 베르첼리-아우소니아* |

| (18번째) | (18번째) | 18 라운드                    |
|          |          |                              |
| 4월 3일  | 4-0      | 제노아-인테르                |
| 4월 3일  | 5-0      | US 밀라네세-안드레아 도리아* |

| (19번째) | (19번째) | 19 라운드                |
|          |          |                          |
| 4월 10일 | 0-1      | 안드레아 도리아-유벤투스 |
| 4월 10일 | 7-2      | 인테르-토리노            |

| (20번째) | (20번째) | 20 라운드            |
|          |          |                      |
| 4월 17일 | 0-2      | 아우소니아-토리노    |
| 4월 24일 | 1-2      | 유벤투스-US 밀라네세 |

## 결정전
| 프로 베르첼리                 | 3 – 10 | 인테르나치오날레                                                   |
| ----------------------------- | ------ | ------------------------------------------------------------------ |
| 타키니 · 초르촐리 · 람피니 II |        | , 엥글러 · , 포사티 I · 파예르 I · 페터리 I · 슐러 · (자책골) 미상 |

## 기록

### 구단 기록

#### 선두 변화
- 2라운드부터 18라운드까지: 프로 베르첼리

|    | ——            | —— | —— | —— | —— | —— | —— | —— | ——  | ——  | ——  | ——  | ——  | ——  | ——  | ——  | ——  | ——  | ——  | ——  | ——  | —— |  |
|    | 프로 베르첼리 |    |    |    |    |    |    |    |     |     |     |     |     |     |     |     |     |     |     |     |     |    |  |
|    |               |    |    |    |    |    |    |    |     |     |     |     |     |     |     |     |     |     |     |     |     |    |  |
|    |               |    |    |    |    |    |    |    |     |     |     |     |     |     |     |     |     |     |     |     |     |    |  |
| 1ª | 2ª            | 3ª | 4ª | 5ª | 6ª | 7ª | 8ª | 9ª | 10ª | 11ª | 12ª | 13ª | 14ª | 15ª | 16ª | 17ª | 18ª | 19ª | 20ª | 21ª | 22ª |    |  |

#### 시간 순 승점
|                 | 1 | 2 | 3 | 4 | 5  | 6  | 7  | 8  | 9  | 10 | 11 | 12 | 13 | 14 | 15 | 16 | 17 | 18 | 19 | 20 | 21 | 22 |
| --------------- | - | - | - | - | -- | -- | -- | -- | -- | -- | -- | -- | -- | -- | -- | -- | -- | -- | -- | -- | -- | -- |
| US 밀라네세     | 0 | 2 | 4 | 4 | 4  | 4  | 4  | 4  | 4  | 4  | 4  | 4  | 4  | 6  | 7  | 9  | 9  | 11 | 11 | 11 | 13 | 13 |
| 밀란            | 0 | 2 | 2 | 2 | 2  | 4  | 6  | 6  | 6  | 6  | 6  | 7  | 7  | 9  | 9  | 9  | 9  | 9  | 9  | 11 | 13 | 13 |
| 아우소니아      | 1 | 1 | 1 | 1 | 2  | 2  | 2  | 2  | 2  | 3  | 3  | 4  | 5  | 5  | 5  | 5  | 5  | 5  | 5  | 5  | 5  | 5  |
| 안드레아 도리아 | 0 | 0 | 0 | 0 | 0  | 2  | 2  | 4  | 4  | 6  | 8  | 10 | 11 | 11 | 11 | 11 | 11 | 11 | 11 | 11 | 11 | 11 |
| 유벤투스        | 0 | 2 | 4 | 4 | 5  | 7  | 9  | 9  | 9  | 11 | 13 | 14 | 14 | 16 | 16 | 16 | 16 | 16 | 18 | 18 | 18 | 18 |
| 인테르          | 1 | 1 | 1 | 3 | 5  | 7  | 9  | 11 | 11 | 13 | 13 | 15 | 17 | 17 | 19 | 21 | 23 | 23 | 25 | 25 | 25 | 25 |
| 제노아          | 2 | 2 | 4 | 6 | 6  | 6  | 6  | 6  | 6  | 7  | 7  | 7  | 7  | 7  | 8  | 9  | 11 | 13 | 13 | 13 | 15 | 17 |
| 토리노          | 2 | 2 | 2 | 4 | 4  | 4  | 6  | 6  | 8  | 8  | 8  | 8  | 8  | 10 | 12 | 13 | 15 | 15 | 15 | 17 | 17 | 17 |
| 프로 베르첼리   | 2 | 4 | 6 | 8 | 10 | 10 | 10 | 12 | 14 | 14 | 16 | 17 | 19 | 19 | 21 | 23 | 25 | 25 | 25 | 25 | 25 | 25 |

| - 범례 : 승리 무승부 패배 | - 각주 : 여러번의 경기 연기로 한 라운드 경기가 동시에 진행되지 않았기에 승점 및 순위가 시간 순이 아닐 수 있다. |

#### 조건별 순위
| 전반기          | 전반기 | 후반기          | 후반기 |
|                 |        |                 |        |
| 프로 베르첼리   | 12     | 인테르          | 14     |
| 인테르          | 11     | 프로 베르첼리   | 13     |
| 유벤투스        | 9      | 제노아          | 11     |
| 제노아          | 6      | 토리노          | 11     |
| 밀란            | 6      | 유벤투스        | 9      |
| 토리노          | 6      | US 밀라네세     | 9      |
| 안드레아 도리아 | 4      | 안드레아 도리아 | 7      |
| US 밀라네세     | 4      | 밀란            | 7      |
| 아우소니아      | 2      | 아우소니아      | 3      |

| 홈              | 홈 | 원정            | 원정 |
|                 |    |                 |      |
| 인테르          | 13 | 프로 베르첼리   | 13   |
| 프로 베르첼리   | 12 | 인테르          | 12   |
| 유벤투스        | 11 | 제노아          | 7    |
| 제노아          | 10 | 유벤투스        | 7    |
| 토리노          | 10 | 토리노          | 7    |
| 안드레아 도리아 | 9  | 밀란            | 5    |
| 밀란            | 8  | US 밀라네세     | 5    |
| US 밀라네세     | 8  | 안드레아 도리아 | 2    |
| 아우소니아      | 4  | 아우소니아      | 1    |

#### 기록
구단 기록
- 최다 승리: 인테르, 프로 베르첼리 (12)
- 최소 패배: 인테르, 프로 베르첼리 (3)
- 최다 득점: 인테르 (55 득점)
- 최소 실점: 프로 베르첼리 (15 실점)
- 최고 득점율: 프로 베르첼리 (3.07)
- 최다 무승부: 아우소니아 (5)
- 최소 승리: 아우소니아 (0)
- 최다 패배: 아우소니아 (11)
- 최소 득점: 아우소니아 (16 득점)
- 최다 실점: 아우소니아 (54 실점)
- 최저 득점율: 아우소니아 (0.30)

경기 기록
- 최다 득점 경기: 토리노-US 밀라네세 13-1 (14)